# Abrigada e Cabanas de Torres
Abrigada e Cabanas de Torres (llamada oficialmente União das Freguesias de Abrigada e Cabanas de Torres) es una freguesia portuguesa del municipio de Alenquer, distrito de Lisboa.

## Historia
Fue creada el 28 de enero de 2013 en aplicación de una resolución de la Asamblea de la República de Portugal promulgada el 16 de enero de 2013 con la unión de las freguesias de Abrigada y Cabanas de Torres, pasando a estar situada su sede en la antigua freguesia de Abrigada.

## Demografía
| Gráfica de evolución demográfica de Abrigada e Cabanas de Torres entre 2011 y 2021 |
|                                                                                    |
| Datos según el nomenclátor publicado por el INE portugués.                         |